# (100569) 1997 HR
(100569) 1997 HR es un asteroide perteneciente al cinturón de asteroides, descubierto el 28 de abril de 1997 por el equipo del Spacewatch desde el Observatorio Nacional de Kitt Peak, Arizona, Estados Unidos.

## Designación y nombre
Designado provisionalmente como 1997 HR.

## Características orbitales
1997 HR está situado a una distancia media del Sol de 2,548 ua, pudiendo alejarse hasta 2,697 ua y acercarse hasta 2,398 ua. Su excentricidad es 0,058 y la inclinación orbital 4,733 grados. Emplea 1485,76 días en completar una órbita alrededor del Sol.

## Características físicas
La magnitud absoluta de 1997 HR es 15,9. Tiene 2 km de diámetro y su albedo se estima en 0,216. Está asignado al tipo espectral.